# Sydney i siedmiu nieudaczników
Sydney i siedmiu nieudaczników (Sydney White and the Seven Dorks) – amerykański film z 2007 roku. Inaczej opowiedziana historia o Królewnie Śnieżce i siedmiu krasnoludkach.

## Treść
Sydney trafia do college'u i podejmuje starania by stać się członkiem elitarnego klubu studenckiego dla dziewcząt. Popada jednak w konflikt z koleżanką Rachel, która atakuje ją w trakcie zaprzysiężenia. Następnie zostaje wygnana z akademika i zmuszona do zamieszkania w domu razem z siedmioma nieudacznikami. Wkrótce zaprzyjaźnia się z nimi i cała siódemka pomaga jej zdobyć miłość najprzystojniejszego chłopaka na uczelni oraz przejąć władzę w studenckim samorządzie. Szykuje się rewolucja na uniwersytecie.
Film kręcono w Winter Park i Orlando na Florydzie w USA.

## Obsada
- Amanda Bynes – Sydney White
- Matt Long – Tyler
- Sara Paxton – Rachel
- John Schneider – Paul White
- Crystal Hunt – Dinky
- Jeremy Howard – Terrance
- Arnie Pantoja – George
- Samm Levine – Spanky
- Danny Strong – Gurkin
- Adam Hendershott – Jeremy
- Ashley Drane – Alicia
- Brian Patrick Clarke – profesor Carlton
- Jack Carpenter – Lenny
- Lauren Leech – Katy